# 組坂幸喜
組坂 幸喜（くみさか こうき、1965年11月3日 - ）は、日本の部落解放運動家、総合格闘家、空手家。部落解放同盟筑後地区協議会書記長。KSS健生館福岡本部長、NPO法人全日本新空手道連盟西日本大会実行委員長。九州大谷短期大学非常勤講師。

## 略歴
被差別部落民を両親として熊本県に生まれる。夫の酒癖に耐えかねた母が離婚したため、2歳から母の故郷の福岡県小郡市に育つ。中学3年のとき、自らが被差別部落民であることを知る。福岡市の私立高校では空手とムエタイに熱中。
福岡の私立大学を卒業し、縁戚の組坂繁之の世話でNTTに入社したが、格闘技の道を極めるために1年半でNTTを退社。道場で稽古に励む傍ら、博多の歓楽街でバーテンダーとして働き、日本バーテンダー協会の福岡支部の大会で優勝、さらに九州大会のシェイキング部門でもベストシェイキング賞を受賞。
28歳のとき、被差別部落出身ではない女性との結婚話がきっかけで部落解放同盟中央本部統制委員（当時）の高城雅毅と知り合い、部落解放同盟福岡県連合会大崎支部に加盟、部落解放運動の道に入る。
空手家としては福岡県小郡市で「新空手道連盟 興気塾」を主宰していたが、「新空手道連盟 KSS健生館 福岡本部道場」に改名した。